# Thohoyandou
Thohoyandou este un oraș din Africa de Sud.